# شورای عالی انتخابات ترکیه

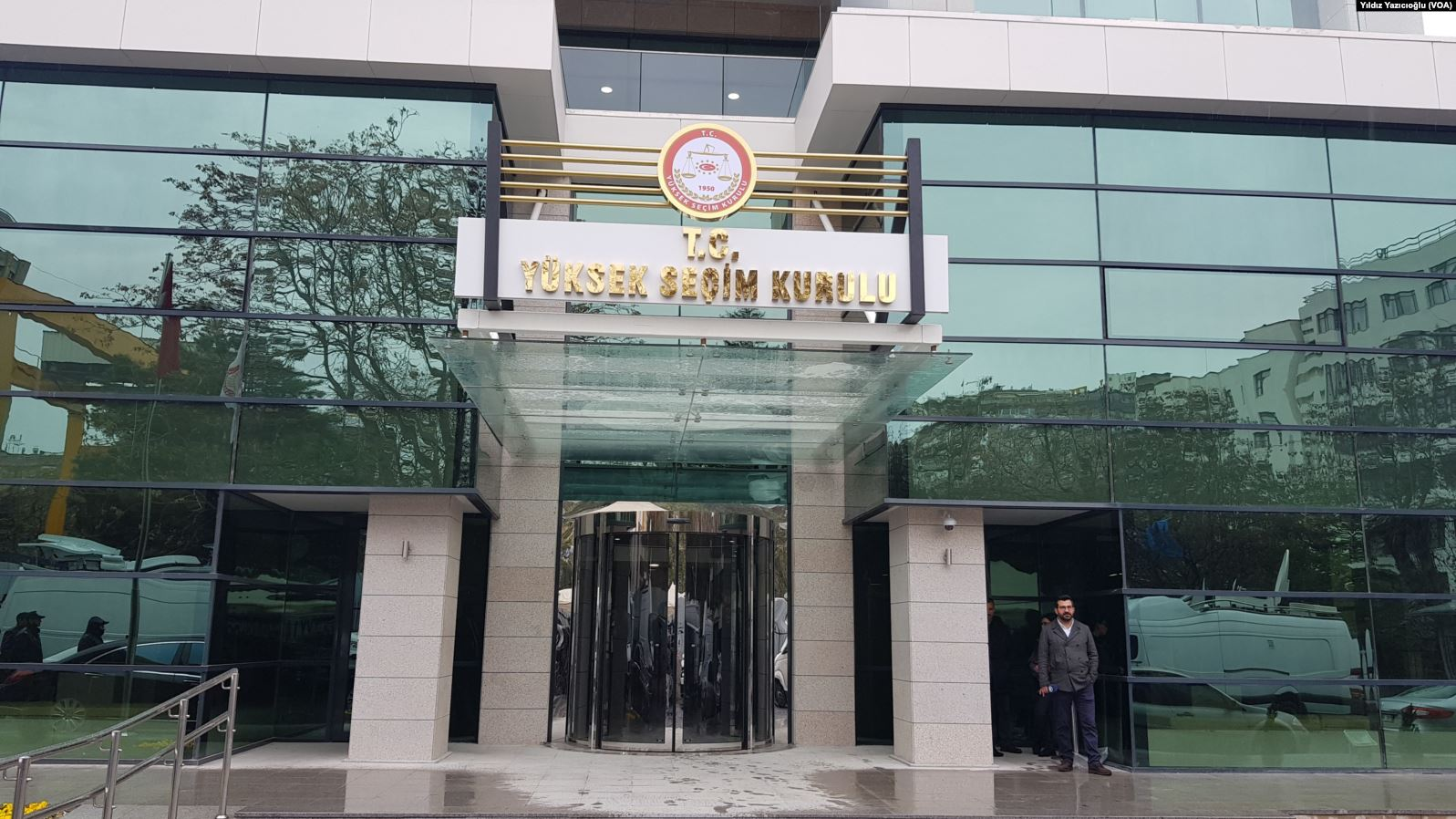
ساختمان شورای عالی انتخابات ترکیه ، چانکایا، آنکارا

شورای عالی انتخابات ترکیه (ترکی استانبولی: Yüksek Seçim Kurulu) بالاترین و مهم‌ترین شورای انتخاباتی ترکیه است. این شورا در پی انقلاب ۱۹۶۱ ایجاد شد و وظیفه این شورا اجرا انتخابات و نظارت بر آن در تمامی مراحل می‌باشد. و اعضا آن از داخل قضات دیوان عالی کشور و دیوان عدالت اداری ترکیه و با انتخاب خود قضات تعیین می‌شوند. و مستقل از دولت و مجلس می باشند.
رئیس کنونی شورای عالی انتخابات ترکیه احمد ینر است. سعدی گوون نیز از سال ۲۰۱۳ تا ۲۰۲۰ رئیس این شورا بود.